# Au nom du royaume
Pour plus de détails, voir Fiche technique et Distribution.
Au nom du royaume (Defence of the Realm) est un film d'espionnage britannique réalisé par David Drury, sorti en 1986.

## Synopsis
Alors que le journaliste Nicholas « Nick » Mullen vient de mettre à jour la couverture d'un espion, qui agissait comme député, il va se rendre compte que ce n'est que le début de ses découvertes cachant un complot plus grand. 

## Fiche technique
- Titre : Au nom du royaume
- Autre titre : Raison d'État
- Titre original : Defence of the Realm
- Réalisation : David Drury
- Scénario : Martin Stellman
- Musique : Richard Harvey
- Photographie : Roger Deakins
- Montage : Michael Bradsell
- Production : Robin Douet et Lynda Myles
- Société de production : The Rank Organisation  et Enigma Productions
- Pays :  Royaume-Uni
- Genre : Thriller
- Durée : 96 minutes
- Dates de sortie : 
  -  Royaume-Uni : 21 novembre 1985 (Festival du film de Londres), 24 janvier 1986

## Distribution
- Gabriel Byrne : Nicholas « Nick » Mullen
- Greta Scacchi : Nina Beckman
- Denholm Elliott : Vernon Bayliss
- Ian Bannen : Dennis Markham
- Fulton Mackay : Victor Kingsbrook
- Bill Paterson : Jack Macleod
- David Calder : Harry Champion
- Frederick Treves : Arnold Reece
- Robbie Coltrane : Leo McAskey
- Annabel Leventon : Trudy Markham
- Prentis Hancock : Franck Longman
- Lyndon Brook : Pugh